# The Operator and the Superintendent
The Operator and the Superintendent è un cortometraggio muto del 1913 prodotto dalla Nestor. Il nome del regista non viene riportato nei crediti.

## Trama
Ellen, affascinata dal West, risponde ad un'inserzione per una posizione di operatore di telegrafo in una stazione del West. Ottenuto l'incarico viene scortata verso il suo ufficio a Tempuch da Wilson, il sovraintendente per la divisione occidentale. Tra i due giovani scocca una scintilla e Wilson lascia con dispiacere Tempuch per andare alla sua stazione lontana sei miglia. L'avvenenza della nuova operatrice attrae l'attenzione di uno dei più malfamati giocatori d'azzardo della cittadina che, pur disdegnato da Ellen, è determinato a conquistarla. Lui, di fronte al rifiuto di Ellen al suo dichiararsi, scoppia in un moto di rabbia e avanza minacciosamente verso di lei. Il tempestivo arrivo di Wilson evita che accadono cose più gravi. Il giocatore d'azzardo è allontanato e Wilson si dichiara ad Ellen che accetta. Mentre si abbracciano, il giocatore torna e vedendoli giura vendetta. Assoldati due compagni, si reca con loro nell'ufficio di Ellen, facendola prigioniera. Ellen, nel trambusto della lotta, è comunque riuscita a mandare per telegrafo una richiesta di aiuto a Wilson. Il trio porta Ellen in una baracca sulle montagne. Wilson, non riuscendo a mettersi in contatto con Ellen dopo aver ricevuto il messaggio di allarme, si impossessa di una draisina per precipitarsi a Tempuch dove trova l'ufficio di Ellen a soqquadro e nessuna traccia dell'amata. Wilson, lo sceriffo e alcuni uomini si mettono sulle tracce della banda. Il rapitore vedendo il gruppo avvicinarsi alla baracca, lega Ellen e la chiude in un vecchio pozzo sotto la baracca. Non avendo trovato Ellen dopo essere entrati nella baracca, Wilson e gli altri stanno per andarsene quando lei colpisce accidentalmente con gli speroni un tubo che sale verso la stanza superiore. A questo punto lei indica la sua posizione battendo sul tubo in codice Morse. Wilson riesce così a liberarla mentre i suoi compagni tengono bloccati i tre rapitori. Il film si chiude con la richiesta di un nuovo operatore per Tempuch poiché Ellen seguirà Wilson nella sua città per sposarsi.

## Produzione
Il film fu prodotto dalla Nestor Film Company.

## Distribuzione
Distribuito dall'Universal Film Manufacturing Company, il film, un cortometraggio di una bobina, uscì nelle sale cinematografiche USA il 16 luglio 1913.